# Biologische bestrijding

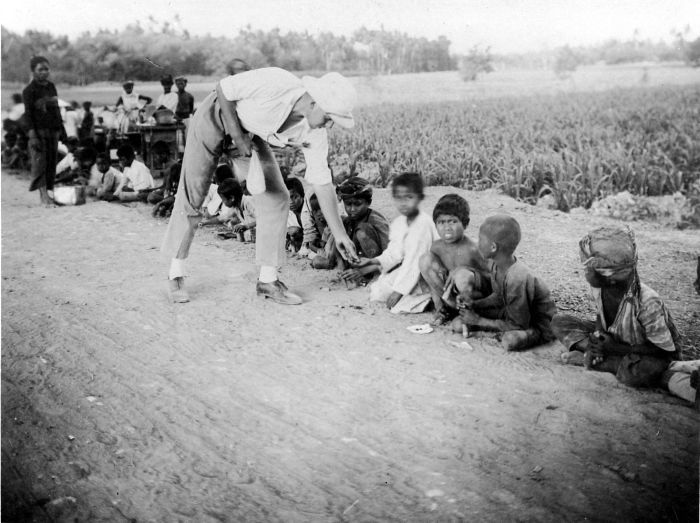
Vroeger vond bestrijding veel handmatig plaats. Hier worden jongens uitbetaald die rupsen van tabaksplanten hebben gevangen.

Biologische bestrijding is de bestrijding van schadelijke organismen in de land- en tuinbouw door gebruik te maken van een natuurlijke vijand van het schadelijke organisme. Het gebruik van biologische bestrijding beperkt de behoefte van gewasbeschermingsmiddelen. Biologische bestrijding moet niet verward worden met biologische bestrijdingsmiddelen, bestrijdingsmiddelen van biologische of natuurlijke oorsprong. In Nederland wordt het uitzetten van biologische bestrijders beperkt door de Flora- en Faunawet.  

## Risico's
Biologische bestrijders nemen toe in populariteit, zeker binnen de maatschappij, omdat er geen residuen achterblijven in het gewas, bodem of oppervlakte water. Daarnaast kan er geen resistentie ontstaan. Echter is het gebruik van biologische bestrijders niet geheel zonder risico's. Ook biologische bestrijders kunnen gevaarlijk zijn als ze in de vrije natuur terecht komen doordat ze andere dieren en gewassen beschadigen of verdringen. Zo ging het in Europa, inclusief Nederland en België, fout met het Aziatische lieveheersbeestje. Deze bleken uitstekend in ons klimaat te gedijen waardoor zo nu overal voorkomen. In Amerika heeft dit lieveheersbeestje inheemse soorten naar de achtergrond doen verdwijnen.Ook in Nederland is het nu een van de meest algemene lieveheersbeestjessoorten. Het is nog onduidelijk wat hiervan het effect op ons flora en fauna gaat zijn. 
Als men een nieuwe bestrijder wil gebruiken, wordt er tegenwoordig niet alleen gekeken naar de effectiviteit maar ook naar het vestigingsgedrag van de soort. Bij biologische bestrijding gaat tegenwoordig de voorkeur uit naar diersoorten die in Nederlandse omstandigheden niet kunnen overwinteren, zich hier niet kunnen vermenigvuldigen of die zich niet op eigen kracht kunnen verspreiden.  
Een ander risico is dat de biologische bestrijders kunnen wegtrekken, dit speelt met name de insecten zoals sluipwespen. Daarom worden ze vooral in kassen toegepast. 

## Voorbeelden biologische bestrijders

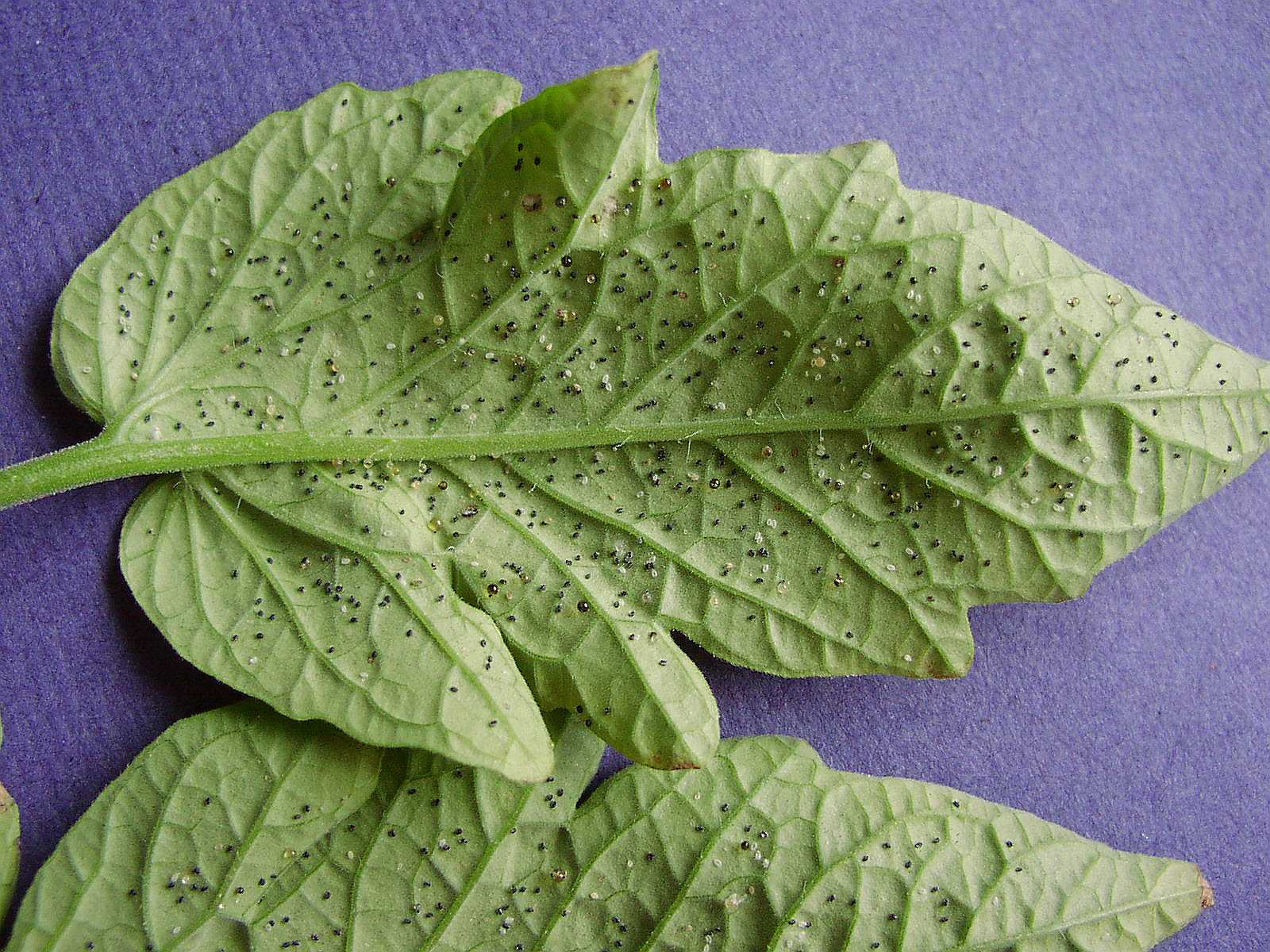
Tomaat met geparasiteerde eitjes van witte vlieg

Men onderscheidt grofweg parasieten (eigenlijk parasitoïden) en roofdieren. 
- Parasieten leven ten koste van andere organismen zoals bacteriën bij rupsen of sluipwespen bij de witte vlieg.
- Roofdieren eten een ander organisme op, zoals de  roofmijt Phytoseiulus persimilis die rode spintmijten eet, of  het lieveheersbeestje dat luizen eet.

Voorbeelden van natuurlijke vijanden
Bacteriën
- Wolbachia wordt ingezet om muggen mee te besmetten, opdat ze geen ziektes meer overbrengen. Het gaat om muggen die knokkelkoorts, gele koorts en malaria op mensen overbrengen. Het onderzoek verkeert in experimentele fase.[5]

Schimmels
- Sommige schimmels, zoals Verticillium lecanii, doden insecten. Commercieel wordt dit tegenwoordig ook toegepast om insecten te bestrijden
- In de strijd tegen Amerikaanse vogelkers of bospest (Prunus serotina) gebruikt men een sporensuspensie van de loodglansschimmel (Chondostereum purpureum)

Nematoden
- Sommige nematoden doden naaktslakken of de gegroefde lapsnuittor (taxuskever).

Insecten
- Sluipwespen leggen eieren in de larven van andere insecten zoals rupsen (vlinderlarven), luizen of kaswittevlieg (parasiet)
- Keverlarven vreten soms andere insecten. De larve van het lieveheersbeestje is een bekende luizenvreter (roofdier)
- De larven van zweefvliegen eten ook luizen

Virussen
- Tegen rupsen kan men een suspensie van virussen spuiten, waardoor ze dood gaan.